# Bullet in a Bible
Bullet in a Bible (с англ. — «Пуля в Библии») — концертный CD/DVD-диск американской панк-группы Green Day, выпущенный 15 ноября 2005 года.

## Об альбоме
Bullet in a Bible был записан 18-19 июня 2005 года во время выступлений Green Day в Милтон Кейнс (Великобритания) в рамках мирового турне в поддержку предыдущего студийного альбома группы American Idiot. Green Day стали хэдлайнерами рок-фестиваля, который за 2 дня посетило более 130 000 зрителей — самая большая аудитория для группы на тот момент; 14 песен из 20, сыгранных калифорнийскими панками за оба дня, вошли в трек-лист Bullet in a Bible.
На DVD концертные записи чередуются с видеосюжетами, рассказывающими о мировом туре Green Day в 2005 году, о фанатах, о подготовке концерта в Милтон Кейнс, о посещении музыкантами группы Имперского военного музея в Лондоне. Каждому из участников Green Day посвящён отдельный видеосюжет.

## Список композиций

Green Day на фестивале в Милтон Кейнс

Все песни написаны вокалистом Green Day Билли Джо Армстронгом.
1. «American Idiot» — 4:32
2. «Jesus of Suburbia» — 9:23
3. «Holiday» — 4:12
4. «Are We the Waiting» — 2:49
5. «Saint Jimmy» — 2:55
6. «Longview» — 4:44
7. «Hitchin' a Ride» — 4:04
8. «Brain Stew» — 3:03
9. «Basket Case» — 2:58
10. «King for a Day / Shout» — 8:47
11. «Wake Me Up When September Ends» — 5:03
12. «Minority» — 4:19
13. «Boulevard of Broken Dreams» — 4:45
14. «Good Riddance (Time of Your Life)» — 3:26

Песни, исполнявшиеся группой на фестивале, но не попавшие на DVD:
- «Jaded»
- «Knowledge» (кавер-версия Operation Ivy)
- «She»
- «Maria»
- «We Are the Champions» (кавер-версия Queen)
- «Homecoming»

## Участники записи
Группа Green Day:
- Билли Джо Армстронг (Billie Joe Armstrong) — вокал, гитара
- Майк Дёрнт (Mike Dirnt) — бас-гитара, бэк-вокал
- Тре Кул (Tré Cool) — барабаны

Также:
- Джейсон Уайт (Jason White) — гитара
- Джейсон Фриз (Jason Freese) — акустическая гитара, клавишные, тромбон, саксофон
- Ронни Блэйк (Ronnie Blake) — труба, литавры, перкуссия
- Майк Пелино (Mike Pelino) — гитара

Режиссёром видео стал Сэмюэль Байер, который также является режиссёром клипов на все синглы Green Day с альбома American Idiot.

## Чарты
Bullet In A Bible поднялся до 8-го места в американском чарте Billboard 200, проведя в нём 14 недель, а в Top 75 UK он дошёл до 6-го места (15 недель).

## Дополнительные факты
- После просмотра диска вокалист группы The Killers Брэндон Флауэрс выступил с осуждением Green Day, обвинив их в распространении антиамериканизма в Европе[7].